# グラフ作成ソフト
グラフ作成ソフト（グラフさくせいソフト）は、コンピュータを使って数値データの統計処理やグラフの作成を行うためのアプリケーションソフトウェアである。ここでいうグラフとは、統計図表や関数のグラフである。
Microsoft Excelなど、一般的な表計算ソフトでもグラフ作成機能を備えているが、より専門的で様々な科学技術向けの統計処理やグラフ作成に特化したものをいう。また膨大な量の三次元データ(流体シミュレーションなど)を表示させるソフトは、データ可視化ソフトと呼ばれ、グラフ作成ソフトとは区別される。

## 商用グラフ作成ソフト
- DeltaGraph(公式サイト) - KaleidaGraph と同様、手頃な価格ゆえに広く利用されているソフト。こちらは少しながらも3Dグラフが作成できる。
- FlexPro(公式サイト) - 工学系で人気がある。データの解析だけでなく、いくつかの種類のデータも一元的に整理・管理することができる。
- GSharp(公式サイト) - 3Dプロットがあり、地図データの扱いに強い。
- GraphPad Prism - 医学・生物学分野での用途(生存分析、t検定、OneWay/TwoWay ANOVAなど)に特化したグラフ作成、統計処理ソフトウェア。
- Graph-RPlus(公式サイト) - 等高線、散布図、ベクトル線図などを作成するソフト マウスで簡単に視点の変更が出来る。
- IGOR Pro(公式サイト) - Mac/Win両用(日本語版有)。グラフ作成・解析の統合ソフトウェア環境として、学術論文対応級の強力なグラフ作成、大規模データの高速処理、豊富な解析機能（FFT、常微分方程式他)、簡便性に配慮された処理の自動化/プログラミング、測定機器制御 等、多くの特長によるコストパフォーマンスが評価され、人気も高い。
- KaleidaGraph(公式サイト) - 機能はIgorほどでなく作成できるのは2Dグラフのみだが、回帰分析や各種フィッティング、技術的なグラフ作成、統計解析 等の機能と、手頃な価格から広く利用されているソフト。Macintosh版はmacOSになってからEPSファイルの作成の際、システムのプリントウィンドウからPostScriptとして保存することができる。最終更新 2013年12月Ver.4.5。
- KyPlot - もとはフリーソフトだったものが商品となったもの。2011年12月に開発、販売を終了。
- LabVIEW
- Maple(公式サイト)
- Mathematica - 操作画面、データ構造、開発時のコンセプト等すべてが“結果までのユーザのタスクを最小限に”を指向している数式処理システム。Mathematica は項書き換えを基本として、複数のパラダイムをエミュレートするプログラミング言語としても強力である。
- MATLAB(公式サイト) - アルゴリズム開発、データ可視化、データ解析、数値解析が可能なソフトウェア。
- Microsoft Excel
- numbers
- Origin - Windows系でのグラフソフト。Igorと並んで科学技術分野でよく利用されている。極めて高機能であり、日本語版も存在する。より高機能なOriginProもある。
- proFit(公式サイト) - Macintosh用の安価なソフト。
- Sruler(公式サイト)
- S-PLUS
- SigmaPlot（英語版） - Windows用のソフト。洗練された画面と解りやすいインターフェイス、Microsoft Office(PowerPoint,Excel)との連携が特徴。最終更新 2014年8月Ver.13。
- Sma4Win(公式サイト) - シェアウェア。2次元データのグラフ描画ソフト。2002年以降更新されていないが、日本の学会論文では多用されている。wmfの出力に対応。著作 鈴木智雄。最終更新 2002年 Ver.1.58。
- SPSS - IBMの統計解析ソフトウェアの製品群の総称。統計解析ソフト・データマイニングソフト・テキストマイニングソフト・共分散構造分析ソフトなどの主要製品がある。
- Stata

## フリーで利用できるグラフ作成ソフト
- AV似非 - 3次元データをスカラー量の分布図、矢印によるベクトル図、等高線図などで描く事を目的としたソフト。
- Calc.exe - Windows 付属の電卓。Windows 10 よりグラフが描けるようになった。
- FreeMat - 数値解析ソフト。
- FunctionView(公式サイト) - グラフをアニメーション表示できる関数グラフ作成ソフト。
- GeoGebra - 動的な数学ソフトウェア。
- GMT - 主に地図を描画するためのコマンド群であるが、グラフも描ける。
- Gnumeric - 表計算ソフト。GNOMEデスクトップの一部。
- GNU Octave - 数値解析ソフト。
- Gnuplot - コマンド入力型の古典的なグラフ作成ソフト。
- GrADS（英語版）
- GRAPES - 主に学校教育で学習するための関数を作図するソフト。
- Graphics Layout Engine（英語版）
- Grace_(plotting_tool)（英語版）
- Graph Mate - 科学技術用グラフ作成&データ処理ソフト。
- Graphviz - DOT言語用のツールパッケージ。
- gretl - 統計解析ソフトウェア。
- JFreeChart - Javaで記述されたグラフライブラリ。
- jHepWork（英語版） - デスクトップアプリ。
- JMathLib - Octave、SciLab、Freemat、Matlabなどのクローンソフト.
- KChart - 表計算ソフト。KDE環境でのオフィスソフト(Calligra Suite)の構成要素。
- LabPlot（英語版）
- LibreOffice Calc - 表計算ソフト。
- Maxima - 数式処理システム。
- Ngraph(公式サイト) - 2次元データのグラフ描画ソフト。WindowsやX11環境で動作する。最終更新 2010年6月5日 Ver.6.03.53
- Ngraph-gtk(公式サイト) - デスクトップアプリ。NgraphのGTK版。
- ParaView - データ分析と可視化のためのアプリケーション。
- PGPLOT - グラフィックサブルーチンライブラリ。
- ploticus（英語版） -統計的な処理が可能。曲線適合化、線形回帰計算、ピアソン相関係数、頻度分布計算の機能を備えている。
- PLplot（英語版） - ライブラリ。
- PrimMath - デスクトップアプリ。グラフ作成のほか、表計算、数値計算、独自スクリプト言語によるプログラミングができる[1]。
- PSPP - 統計解析ソフト。
- QtiPlot（英語版） - デスクトップアプリ。OriginやSigmaPlotの代替。
- RINEARN Graph 3D(公式サイト) - 表計算ソフトや数値計算プログラミングなどで作成されたファイルから3次元グラフを作成できる、インストール不要のグラフソフト。
- ROOT - データ解析環境、ライブラリ。
- RRDtool（英語版）
- Samurai Graph(公式サイト) - デスクトップアプリ。2次元データのグラフ描画ソフト。EMF, SVG他出力に対応。理化学研究所脳科学総合研究センターのプロジェクト。最終更新 2010年11月23日 Ver.2.0.0
- SciDAVis（英語版） - デスクトップアプリ。Originの代替。
- SciGraphica(公式サイト) - Originに似たソフトをUNIX上でフリーに作成しようというプロジェクト。最終更新 2005年6月23日 Ver.2.1.0
- Scilab - 互換性はないがMATLABクローンの数値解析ソフト。
- Teechart
- Veusz - Windows, MacOS, Linuxに対応したクロスプラットフォームアプリ。GUI・CUI(Python)両方での操作が可能。出力形式はPNG, JPEG, BMP, TIFF, XPM, SVG, EMF, PDF, PS, EPS。

- Visifire（英語版） - Silverlightによるデータ可視化コンポーネント。
- VisIt（英語版） - デスクトップアプリ。
- WordGraph(公式サイト) - タブインデントで記述されたテキストの構造を解析し、グラフ描画するソフト。最終更新 2010年3月21日 Ver1.0.0
- XYGrapher(公式サイト) - デスクトップアプリ。散布図や等値線図の作成ソフト。Windows用に加えLinux版も配布している。最終更新 2011年12月15日 Ver3.0

## 汎用プログラミング言語・ライブラリ
汎用プログラミング言語の中でも、特にグラフ作成用途として用いられる機会が多いもの
- R言語 - 統計解析向けに作られたプログラミング言語。データ視覚化パッケージであるggplot2を用いることで高度なグラフ作成が可能。
- Python - NumPy, SciPy, SymPyなどの高速・多機能な数値計算ライブラリの存在により、科学技術計算とその可視化のために頻繁に用いられる。グラフ化のための著名なライブラリとしてはMatplotlibやPlotly（英語版）がある。
- Julia - 一般的な動的プログラミング言語と比べて高い実行速度で知られる。Plots等の可視化パッケージのほかに、R言語やPythonのライブラリを呼び出すことも可能。